# Kreisgericht Steinfurt
Das Kreisgericht Steinfurt war von 1849 bis 1879 ein preußisches Kreisgericht mit Sitz in Steinfurt.

## Geschichte
In Borken bestand zwischen 1815 und 1949 das Land- und Stadtgericht Steinfurt als Eingangsgericht im Sprengel des Oberlandesgerichts Münster. Die „Verordnung über die Aufhebung der Privatgerichtsbarkeit und des eximierten Gerichtsstandes sowie über die anderweitige Organisation der Gerichte“ vom 2. Januar 1849 hob die Patrimonialgerichtsbarkeit auf. Gleichzeitig wurde das Appellationsgericht Münster geschaffen, dem Kreisgerichte, darunter das Kreisgericht Steinfurt zugeordnet waren. Sein Sprengel umfasste den Kreis Steinfurt mit den Städten Horstmar, Rheine und Steinfurt. Der Sprengel umfasste 44.550 Gerichtseingesessene. Das zuständige Schwurgericht war das Kreisgericht Münster. Gerichtskommissionen bestand in Horstmar und Rheine. Gerichtstage wurden in Altenberge und Emsdetten gehalten. Am Gericht waren ein Direktor und 6 Kreisrichter beschäftigt.
Mit den Reichsjustizgesetzen wurden die Gerichte im Deutschen Reich vereinheitlicht. Das Kreisgericht Steinfurt wurde aufgehoben. Neu eingerichtet wurde nun das Amtsgericht Steinfurt im Bezirk des Landgerichtes Münster.

## Gerichtskommission Horstmar
Die Gerichtskommission Horstmar umfasste die Stadt Horstmar und die Kirchspiele Horstmar, Leer, Laer und das Dorf Holthausen. 1875 wurde die Gerichtskommission Horstmar aufgehoben.

## Gerichtskommission Rheine
Die Gerichtskommission Rheine umfasste die Stadt Rheine und die Kirchspiele Rheine, Mesum und Elte. 1879 wurde die Gerichtskommission Rheine aufgehoben und das Amtsgericht Rheine gebildet.

## Richter

### Direktoren
- Hollaender (1849–1872)
- Freiherr von Ledebur (1872–1879)

### Kreisgerichtsräte
- Brisgen (1849–1852)
- Beckmann (1849–1855)
- Hellweg (1849–1852)
- Röer (1849–1868/72)
- Schulz, Mare. (1849–1861)
- Gruwe (1853–1879)
- Steinbart (1861–1868/72)
- Geißler (1861–1879)
- Vahlkampf (1865–1879)
- Gebser (1868–1874)
- Schücking (1873–1879)

### Kreisrichter bzw. Kreisgerichtsräte der Gerichtskommission Rheine
- Offenberg (1849–1865)
- Vahlkampf (1865–1879)
- Vennemann (1865–1870)
- Dr. Russel (1865–1879)[4]